# Kumbor
Kumbor är en ort i Montenegro. Den ligger i den sydvästra delen av landet vid Kotorbukten. Kumbor ligger 24 meter över havet och antalet invånare är 1 067.
Terrängen runt Kumbor är kuperad åt sydost, men åt nordväst är den bergig. Närmaste större samhälle är Herceg Novi, 4,2 km väster om Kumbor. I omgivningarna runt Kumbor förekommer i huvudsak jordbruksmark och blandskog.